# Paleontologia dels Països Catalans

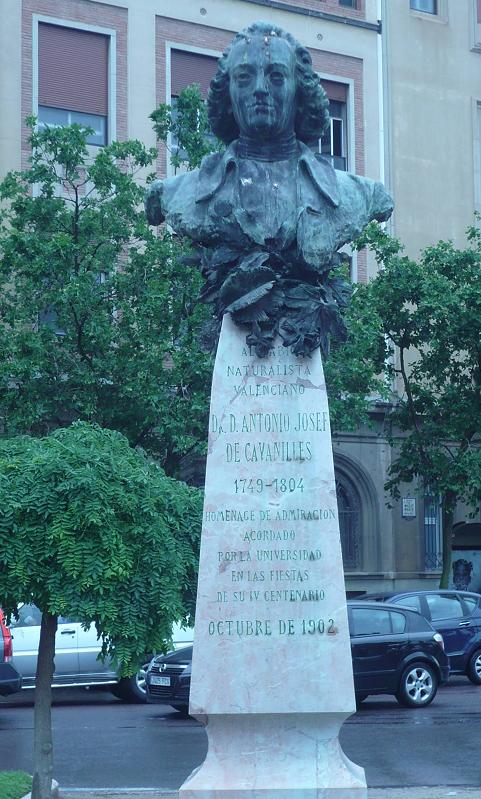
A. J. de Cavanilles es mostra contrari a l'explicació diluviana dels fòssils

La paleontologia com a ciència va ser iniciada als Països Catalans i a Espanya pel doctor Clarasid el 1737, que en el seu discurs en la Reial Acadèmia de Medicina tractà sobre la singularitat de la història natural del Principat de Catalunya, en què sostenia que els fòssils eren éssers vius que quedaren petrificats.
Abans, i fins al segle xix, a Occident, la interpretació bíblica de l'origen de la Terra i de la vida i fonamentalment el diluvi universal van ser les referències obligatòries utilitzades pels naturalistes per a explicar el passat de la Terra i el desenvolupament de la vida. Però a partir del segle xviii s'elaboraren nombroses hipòtesis i teories que, de manera més o menys directa, qüestionaven la interpretació bíblica de la formació de la Terra i la interpretació diluviana dels fòssils.
El 1750, sir John Armstrong, governador de l'illa de Menorca, publicà l'obra The History of the
Island of Minorca, en què es donen dades sobre nombrosos fòssils i elabora una interessant explicació de com s'havien pogut formar les impressions dins les pedres.
El 1787, José de Vargas Ponce publica l'obra Descripciones de las islas Pithiusas y Baleares, en què cita fòssils a Mallorca. La paleontòloga britànica Dorothea Bate, pionera en arqueologia, durant 1909 en una expedició per les Illes Balears va descobrir el Myotragus balearicus, una espècie anteriorment desconeguda de la subfamília Caprinae.
Antoni Josep Cavanilles (1745-1804), que principalment es dedicà a la botànica, en la seva obra
Observacions sobre la història natural, geografia, agricultura, població i fruits del Regne de València (1795-1797) presenta una làmina de fòssils i recull dades geològiques i paleontològiques. Considera que els fòssils són restes d'organismes dipositats en el mateix lloc on visqueren i s'oposa a la interpretació diluviana.
Entre els precursors de la paleontologia, ja com a ciència oficialment establerta, destaquen dos valencians amb postures antidarwinistes: Joan Vilanova i Piera (1821- 1893) i Josep Joaquim Landerer (1841-1922).
Vilanova, personalitat de gran prestigi científic, el 1852, va ser el primer catedràtic de geologia i paleontologia d'Espanya a la Universitat central de Madrid. A partir de la Primera República Espanyola la càtedra es va subdividir en dues i Vilanova optà per ensenyar només paleontologia, cosa que va fer fins a la seva mort; per tant, tots els estudiants de paleontologia que van estudiar a Madrid a la segona meitat del segle xix varen ser alumnes de Vilanova. En els seus ensenyaments va intentar harmonitzar els nous descobriments amb la interpretació bíblica però era fixista en qüestió d'espècies.
El també valencià però resident i fill adoptiu de Tortosa, Josep Joaquim Landerer, era de formació autodidacta; cap al final de la seva vida, considerà possible l'evolució de les espècies però sense deixar de ser antidarwinista. El 1876 va crear un laboratori geològic a Tortosa. Va ser mestre de Jaume Almera i Comas (1845-1919), canonge de la catedral de Barcelona i el primer a donar classes de geologia en el seminari barceloní, i fou també el fundador del seu museu geològic.